# Mamie Till
Mamie Elizabeth Till-Mobley, nascida Mamie Elizabeth Carthan (Webb, 23 de novembro de 1921 – Chicago, 6 de janeiro de 2003), foi uma educadora e ativista americana. Ela é mãe de Emmett Till, o menino de 14 anos assassinado no Mississippi em 28 de agosto de 1955, após acusações de que ele havia assobiado para uma mulher branca, uma caixa de supermercado chamada Carolyn Bryant. Para o funeral de Emmett, em Chicago, Mamie Till insistiu que o caixão contendo seu corpo fosse deixado aberto, porque, em suas palavras, “eu queria que o mundo visse o que eles fizeram com meu bebê”.
Nascida no Mississippi, Carthan mudou-se, ainda criança, com os pais para a região de Chicago durante a "Grande Migração". Após o assassinato de seu filho, ela se tornou educadora e ativista do Movimento dos Direitos Civis.

## Juventude
Nascida Mamie Elizabeth Carthan em 23 de novembro de 1921 em Webb, Mississippi, ela era uma criança quando sua família se mudou do sul dos Estados Unidos durante a Grande Migração, período em que centenas de milhares de afro-americanos se mudaram para o norte dos Estados Unidos.
Em 1922, logo após seu nascimento, o pai de Mamie, Nash Carthan (1902–1969), mudou-se para Argo, Illinois, perto de Chicago. Lá, ele encontrou trabalho na Argo Corn Products Refining Company. Alma Carthan (1902–1981) juntou-se ao marido em janeiro de 1924, trazendo Mamie, de dois anos, e seu irmão, John. Eles se estabeleceram em um bairro predominantemente afro-americano em Argo.
Quando Mamie tinha 13 anos, seus pais se divorciaram. Devastada, Mamie se dedicou aos trabalhos escolares e se destacou nos estudos. Alma tinha grandes esperanças em sua única filha e, embora Alma Carthan dissesse que em sua época "as meninas tinham uma ambição - casar", ela incentivou Mamie em seus estudos. Mamie foi a primeira estudante afro-americana a obter o quadro de honra "A" e apenas a quarta estudante afro-americana a se formar na Argo Community High School, predominantemente branca.
Aos 18 anos, Mamie conheceu um jovem de Nova Madrid, Missouri, chamado Louis Till. Empregado pela Argo Corn Company, ele era um boxeador amador, popular entre as mulheres. Seus pais desaprovaram, pensando que o carismático Till era "sofisticado demais" para a filha. Por insistência da mãe, Mamie rompeu o namoro. Mas o persistente Till venceu e eles se casaram em 14 de outubro de 1940. Ambos tinham 18 anos. Seu único filho, Emmett, nasceu nove meses depois. No entanto, eles se separaram em 1942 depois que Mamie descobriu que Louis havia sido infiel. Mais tarde, ele a sufocou quase até a inconsciência, ao que ela respondeu jogando água escaldante nele. Eventualmente, Mamie obteve uma ordem de restrição contra ele. Depois que Louis violou isso repetidamente, um juiz o forçou a escolher entre o alistamento no Exército dos EUA ou a pena de prisão. Escolhendo a primeira opção, ele ingressou no Exército em 1943.
Em 1945, a Sra. Till recebeu uma notificação do Departamento de Guerra de que, enquanto servia na Itália, seu marido foi executado devido a "má conduta intencional". Suas tentativas de aprender mais foram totalmente bloqueadas pela burocracia do Exército dos Estados Unidos. Os detalhes completos das acusações criminais e execução de Louis Till surgiram apenas dez anos depois. Ele (junto com o cúmplice Fred A. McMurray) foi acusado de estuprar e assassinar uma mulher italiana. Ambos os homens foram julgados e condenados por uma corte marcial geral do Exército dos EUA e sua sentença foi morte por enforcamento. Suas sentenças foram apeladas, mas os recursos foram negados. Ambos os corpos foram enterrados perto do Cemitério dos EUA da Primeira Guerra Mundial, localizado em Oise-Aisne em uma área conhecida como Lote E, ou Quinto Campo. A análise posterior do julgamento por John Edgar Wideman colocaria em questão a culpa de Louis Till.
No início da década de 1950, Mamie e Emmett mudaram-se para South Side de Chicago. Mamie conheceu e se casou com “Pink” Bradley, mas eles se divorciaram dois anos depois. Mamie trabalhou na Força Aérea como escriturária responsável por arquivos confidenciais. Ela trabalhava mais de 12 horas por dia e Emmett cuidava da casa enquanto ela trabalhava.

## Assassinato de Emmett Till
Em 1955, quando Emmett tinha 14 anos, sua mãe o colocou no trem para passar o verão visitando seus primos em Money, Mississippi. Antes de Emmett sair de férias, sua mãe o avisou que Chicago e Mississippi eram diferentes, que ele teria que agir de forma diferente e que deveria saber como se comportar diante dos brancos do Sul. Ela nunca mais o viu vivo, pois Emmett foi sequestrado e brutalmente assassinado em 28 de agosto de 1955, após ser acusado de interagir de forma inadequada com uma mulher branca. Carolyn Bryant, balconista da loja, acusou Emmett de assobiar para ela, o que fez com que seu marido, Roy Bryant, assassinasse Emmett. Três dias depois de chegar a Money, Mississippi, em 24 de agosto de 1955, Emmett e os adolescentes foram ao Bryant's Grocery and Meat Market para comprar bebidas depois de trabalhar em um campo agrícola sob o sol forte. O mercado atendia principalmente aos meeiros. Carolyn estava sozinha na loja naquele dia porque sua irmã estava cuidando das crianças. Carolyn Bryant, balconista da loja, acusou Emmett de assobiar para ela, o que fez com que seu marido, Roy Bryant, assassinasse Emmett. Às 2h30 da madrugada de 28 de agosto de 1955, Roy Bryant, marido de Carolyn, e seu meio-irmão JW Milam sequestraram Till da casa de Moses Wright. Till foi sequestrado enquanto dividia a cama com um primo e havia um total de oito pessoas na cabana. A tia-avó de Till ofereceu dinheiro aos homens, mas Milam recusou. Eles ameaçaram de morte aqueles que estavam na cabana se não os deixassem levar Emmett. Wright disse que os ouviu perguntar a alguém no carro se aquele era o menino e ouviu alguém dizer “sim”. De qualquer maneira, Till admitiu aos homens que foi quem falou com ela. Eles o espancaram e mataram brutalmente antes de se desfazerem de seu corpo, jogando-o em um rio. Till foi lançado sobre a ponte Black Bayou em Glendora, perto do rio Tallahatchie. O rosto de Emmett estava irreconhecível por causa do trauma. A única característica de identificação que foi um fator para identificá-lo foi um anel de família que ele usava. Era um anel de prata com as iniciais ``L. T." e "25 de maio de 1943" gravados nele. No mês seguinte, Roy Bryant e seu meio-irmão J.W. Milam foram julgados pelo sequestro e assassinato de Till, mas fforamoi absolvidos pelo júri totalmente branco após um julgamento de cinco dias e uma deliberação de 67 minutos. Um jurado disse: “Se não tivéssemos parado para beber refrigerante, não teria demorado tanto”. Apenas meses depois, em entrevista à revista Look em 1956, protegidos contra dupla incriminação, Bryant e Milam admitiram ter matado Emmett Till. Bryant e Milam foram pagos e tiveram lucro entre US$ 3.600 e US$ 4.000.

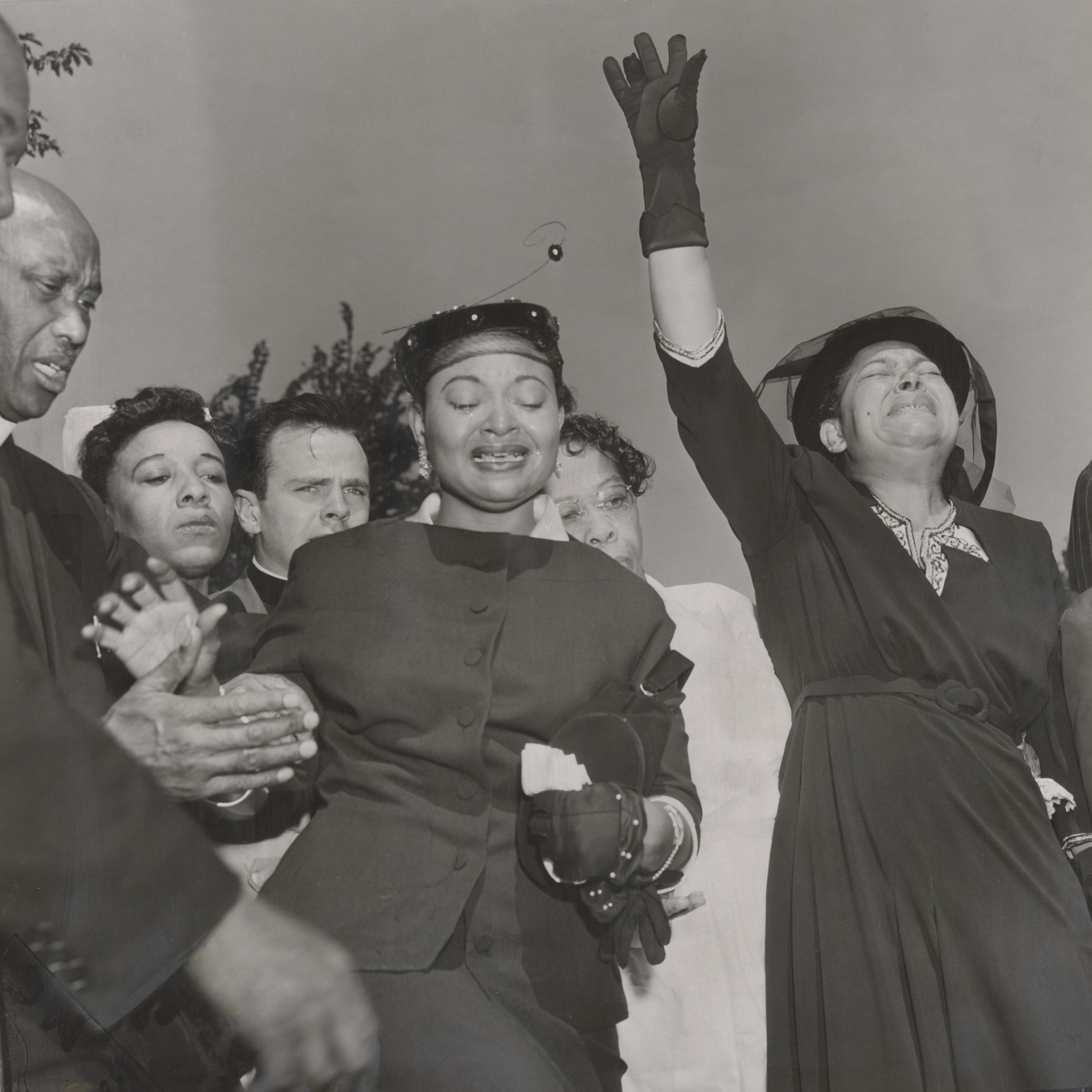
Mamie Till no funeral de Emmett Till

Para o funeral do filho, Mamie insistiu que o caixão contendo o corpo fosse deixado aberto, porque, nas suas palavras, “eu queria que o mundo visse o que fizeram ao meu bebé”. Dezenas de milhares de pessoas viram o corpo de Emmett e fotografias circularam por todo o país. A revista Jet e o Chicago Defender (ambas publicações negras) publicaram imagens do corpo de Till. Mamie optou por fazer um funeral de caixão aberto por cinco dias na Roberts Temple Church of God. Através da atenção constante que recebeu, o caso Till tornou-se emblemático da disparidade de justiça para os negros no Sul. A NAACP pediu a Mamie Till que viajasse pelo país relatando os acontecimentos da vida, morte de seu filho e o julgamento de seus assassinos. Foi uma das campanhas de arrecadação de fundos de maior sucesso que a NAACP conheceu.

## Ativismo
Após o assassinato de seu filho, tornou-se rapidamente evidente que Till-Mobley era uma oradora pública eficaz. Ela tinha um relacionamento próximo com muitos meios de comunicação afro-americanos, e a NAACP a contratou para fazer uma turnê de palestras pelo país e compartilhar a história de seu filho. Esta foi uma das viagens de arrecadação de fundos de maior sucesso na história da NAACP, embora tenha sido interrompida por uma disputa comercial com o secretário executivo da NAACP, Roy Wilkins, sobre o pagamento por ela estar em turnê. Till-Mobley continuou a falar abertamente e, em um esforço para influenciar o júri durante o julgamento dos assassinos de seu filho, ela voou para o Mississippi e prestou depoimento.
O ativismo de Till-Mobley estendeu-se muito além do que ela fez após a morte de seu filho. No entanto, desde que a morte de Emmett se tornou um símbolo dos linchamentos de meados da década de 1950, ela continua a ser mais conhecida nesse contexto. Por isso, e por todo o seu ativismo, Till-Mobley conseguiu usar seu papel de mãe para se relacionar com outras pessoas e obter apoio para a causa da justiça racial.
Uma grande parte do trabalho e ativismo de Till-Mobley centrou-se na educação, já que ela defendeu crianças que viviam na pobreza por mais de 40 anos, incluindo 23 anos ensinando no sistema escolar público de Chicago. Till-Mobley fundou "The Emmett Till Players", um grupo de teatro que trabalhava com crianças em idade escolar fora da sala de aula, aprendendo e realizando discursos famosos de líderes dos direitos civis como Martin Luther King Jr. para inspirar esperança, unidade e determinação para seu público.

## Vida posterior e educação
Till-Mobley se formou no Chicago Teachers College em 1960 (atual Universidade Estadual de Chicago, 1971). Ela se tornou professora e continuou sua vida como ativista trabalhando para educar as pessoas sobre o que aconteceu com seu filho.
Em 1971, Till-Mobley obteve o título de mestre em administração educacional pela Universidade Loyola de Chicago.
Em 1992, Till-Mobley teve a oportunidade de ouvir Roy Bryant ser entrevistado sobre seu envolvimento no assassinato de seu filho. Como Bryant não sabia que Till-Mobley estava ouvindo, ele afirmou que Emmett Till havia arruinado sua vida. Bryant não expressou remorso e declarou: "Emmett Till está morto. Não sei por que ele não pode simplesmente continuar morto."

## Vida pessoal e morte
Mamie Till-Bradley casou-se com Gene Mobley em 24 de junho de 1957 e mais tarde mudou seu sobrenome para Till-Mobley. Ela e Mobley permaneceram casados e felizes até a morte de Gene devido a um derrame em 18 de março de 2000.
Em 6 de janeiro de 2003, Till-Mobley morreu de insuficiência cardíaca aos 81 anos. Ela foi enterrada perto de seu filho no Burr Oak Cemetery, onde seu monumento diz: "Sua dor uniu uma nação".
Till-Mobley foi coautora com Christopher Benson de seu livro de memórias, Death of Innocence: The Story of the Hate Crime that Changed America, publicado pela Random House em 2003, quase 50 anos após a morte de seu filho. Ela morreu alguns meses antes da publicação de seu livro.

## Legado
Till-Mobley criou o Emmett Till Players, um grupo de estudantes que viajava para entregar trabalhos sobre "esperança, determinação e unidade". Ela também fundou e presidiu a campanha Emmett Till Justice. O grupo de campanha finalmente conseguiu transformar em lei a Lei de Crimes de Direitos Civis Emmett Till Não Resolvidos de 2008" e a "Lei de Reautorização de Crimes de Direitos Civis Não Resolvidos de Emmett Till de 2016".
Whoopi Goldberg anunciou em 2015 planos para um filme chamado Till, baseado no livro de Till-Mobley e em sua peça, The Face of Emmett Till. Danielle Deadwyler interpreta Till-Mobley, com o estreante Jalyn Hall como Emmett e Goldberg como a mãe de Mamie Till, Alma Carthan. O filme, dirigido por Chinonye Chukwu, foi lançado nos cinemas em 14 de outubro de 2022. A maior parte do filme é sobre a mãe de Emmett, porque a maneira como ela lidou com o horror da morte de seu filho foi o que tornou isso monumental. Emmett e suas experiências são memoráveis porque sua mãe divulgou ao público o que havia acontecido com ele. Este foi um caso divulgado que é proeminente até hoje. Com um filme sendo feito, a história de Emmett alcançará um público mais amplo.
Till-Mobley é interpretada por Adrienne Warren no drama televisivo de seis partes de 2022, Women of the Movement.
O Congresso concedeu a Till-Mobley e Emmett Till uma Medalha de Ouro Póstuma do Congresso em 2022, para ser exposta no Museu Nacional de História Afro-Americana.
Em 2023, uma estátua de Till-Mobley em uma praça dedicada a ela foi inaugurada em frente à Argo Community High School, onde Till-Mobley se formou como estudante de honra, em Summit, Illinois.
Em 25 de julho de 2023, naquele que seria o 82º aniversário de Emmett Till, o presidente Joseph R. Biden assinou uma proclamação designando o Monumento Nacional Emmett Till e Mamie Till-Mobley.
Há 100 anos de esforços fracassados do governo federal para tornar o linchamento um crime federal. A legislação para criminalizar o linchamento foi introduzida pela primeira vez em 1900. 4.400 negros entre 1877 e 1950 foram linchados. O presidente Joe Biden em 2022 assinou a Lei Anti-linchamento Emmett Till. O projeto foi nomeado em homenagem a Emmett Till. O projeto tornava o linchamento punível com até 30 anos de prisão. Três legisladores se opuseram a este projeto porque não concordaram com a definição de linchamento. Sra. Harris patrocinou a lei com o senador Cory Booker, democrata de Nova Jérsia, quando ela ainda estava no Senado.